# Inaruwa
Inaruwa (nep. इनरूवा)  – miasto w południowo-wschodnim Nepalu; w prowincji numer 1. Według danych szacunkowych na rok 2011 liczyło 28 923 mieszkańców .